# Moreilles
Moreilles és un municipi francès situat al departament de Vendée i a la regió de País del Loira. L'any 2007 tenia 310 habitants.

## Demografia

### Població
El 2007 la població de fet de Moreilles era de 310 persones. Hi havia 112 famílies de les quals 28 eren unipersonals (12 homes vivint sols i 16 dones vivint soles), 36 parelles sense fills i 48 parelles amb fills.
La població ha evolucionat segons el següent gràfic:
Habitants censats

### Habitatges
El 2007 hi havia 135 habitatges, 121 eren l'habitatge principal de la família, 12 eren segones residències i 2 estaven desocupats. 133 eren cases i 2 eren apartaments. Dels 121 habitatges principals, 86 estaven ocupats pels seus propietaris, 30 estaven llogats i ocupats pels llogaters i 5 estaven cedits a títol gratuït; 2 tenien una cambra, 4 en tenien dues, 25 en tenien tres, 29 en tenien quatre i 61 en tenien cinc o més. 98 habitatges disposaven pel capbaix d'una plaça de pàrquing. A 52 habitatges hi havia un automòbil i a 58 n'hi havia dos o més.

### Piràmide de població
La piràmide de població per edats i sexe el 2009 era:
| Homes | Edats   | Dones |
| ----- | ------- | ----- |
| 0     | 95 o +  | 0     |
| 0     | 90 a 94 | 0     |
| 0     | 85 a 89 | 0     |
| 0     | 80 a 84 | 0     |
| 12    | 75 a 79 | 16    |
| 4     | 70 a 74 | 8     |
| 4     | 65 a 69 | 8     |
| 4     | 60 a 64 | 0     |
| 12    | 55 a 59 | 8     |
| 0     | 50 a 54 | 12    |
| 4     | 45 a 49 | 0     |
| 24    | 40 a 44 | 16    |
| 0     | 35 a 39 | 4     |
| 4     | 30 a 34 | 4     |
| 8     | 25 a 29 | 0     |
| 0     | 20 a 24 | 4     |
| 8     | 15 a 19 | 4     |
| 8     | 10 a 14 | 8     |
| 8     | 5 a 9   | 0     |
| 0     | 0 a 4   | 8     |

## Economia
El 2007 la població en edat de treballar era de 201 persones, 155 eren actives i 46 eren inactives. De les 155 persones actives 137 estaven ocupades (78 homes i 59 dones) i 18 estaven aturades (7 homes i 11 dones). De les 46 persones inactives 14 estaven jubilades, 10 estaven estudiant i 22 estaven classificades com a «altres inactius».

### Ingressos
El 2009 a Moreilles hi havia 134 unitats fiscals que integraven 349,5 persones, la mediana anual d'ingressos fiscals per persona era de 14.160 €.

### Activitats econòmiques
Dels 14 establiments que hi havia el 2007, 4 eren d'empreses de construcció, 3 d'empreses de comerç i reparació d'automòbils, 1 d'una empresa de transport, 4 d'empreses d'hostatgeria i restauració, 1 d'una empresa financera i 1 d'una empresa de serveis.
Dels 5 establiments de servei als particulars que hi havia el 2009, 2 eren paletes, 1 electricista i 2 restaurants.
L'any 2000 a Moreilles hi havia 14 explotacions agrícoles que ocupaven un total de 512 hectàrees.

## Equipaments sanitaris i escolars
El 2009 hi havia una escola elemental.

## Poblacions més properes
El següent diagrama mostra les poblacions més properes.